# NGC 5732
NGC 5732 (również PGC 52438 lub UGC 9467) – galaktyka spiralna (Sbc), znajdująca się w gwiazdozbiorze Wolarza. Odkrył ją William Herschel 16 maja 1787 roku.